# Xestia rubecula
Xestia rubecula är en fjärilsart som beskrevs av Treitschke. Xestia rubecula ingår i släktet Xestia och familjen nattflyn. Inga underarter finns listade i Catalogue of Life.